# أندريه فلوري
أندريه فلوري (بالفرنسية: André Hercule de Fleury )‏ (و. 1653 – 1743 م) هو سياسي، وكاهن كاثوليكي فرنسي، وكان عضوًا في أكاديمية اللغة الفرنسية (منذ 22 أبريل 1717)، والأكاديمية الفرنسية للعلوم، وأكاديمية النقوش والرسائل الجميلة، توفي في باريس، عن عمر يناهز 90 عاماً.

## مناصب
تولى منصب الكاردينال، وأسقف كاثوليكي.

## التعليم
تعلم في مدرسة لويس الكبير الثانوية.

## روابط خارجية
- أندريه فلوري على موقع الموسوعة البريطانية (الإنجليزية)